# Zéna d'Hispaniola
Spindalis dominicensis
Espèce
Statut de conservation UICN

 LC  : Préoccupation mineure
Le Zéna d'Hispaniola (Spindalis dominicensis) est une espèce de passereaux appartenant à la famille des Thraupidae.

## Répartition
Il vit en République dominicaine et à Haïti.